# Biernik Towarzystwo
Biernik Towarzystwo – nazwa zniesiona, wieś w Polsce położona w województwie mazowieckim, w powiecie żyrardowskim, w gminie Puszcza Mariańska
Nazwę zniesiono w 1996 r. łącząc miejscowości Biernik Towarzystwo i Biernik Włościański w jedną o nazwie Biernik, obejmuje południowy obszar Biernika. Nazwa Biernik Towarzystwo zachowała się nadal dla obrębu ewidencyjnego obejmującego te obszary.